# NGC 5468
NGC 5468 ist eine Balken-Spiralgalaxie vom Hubble-Typ SAB(rs)cd im Sternbild Jungfrau. Sie ist schätzungsweise 125 Millionen Lichtjahre von der Milchstraße entfernt und hat einen Durchmesser von etwa 90.000 Lj.
Das Objekt wurde am 5. März 1785 von dem Astronomen William Herschel mithilfe seines 18,7-Zoll-Spiegelteleskops entdeckt.

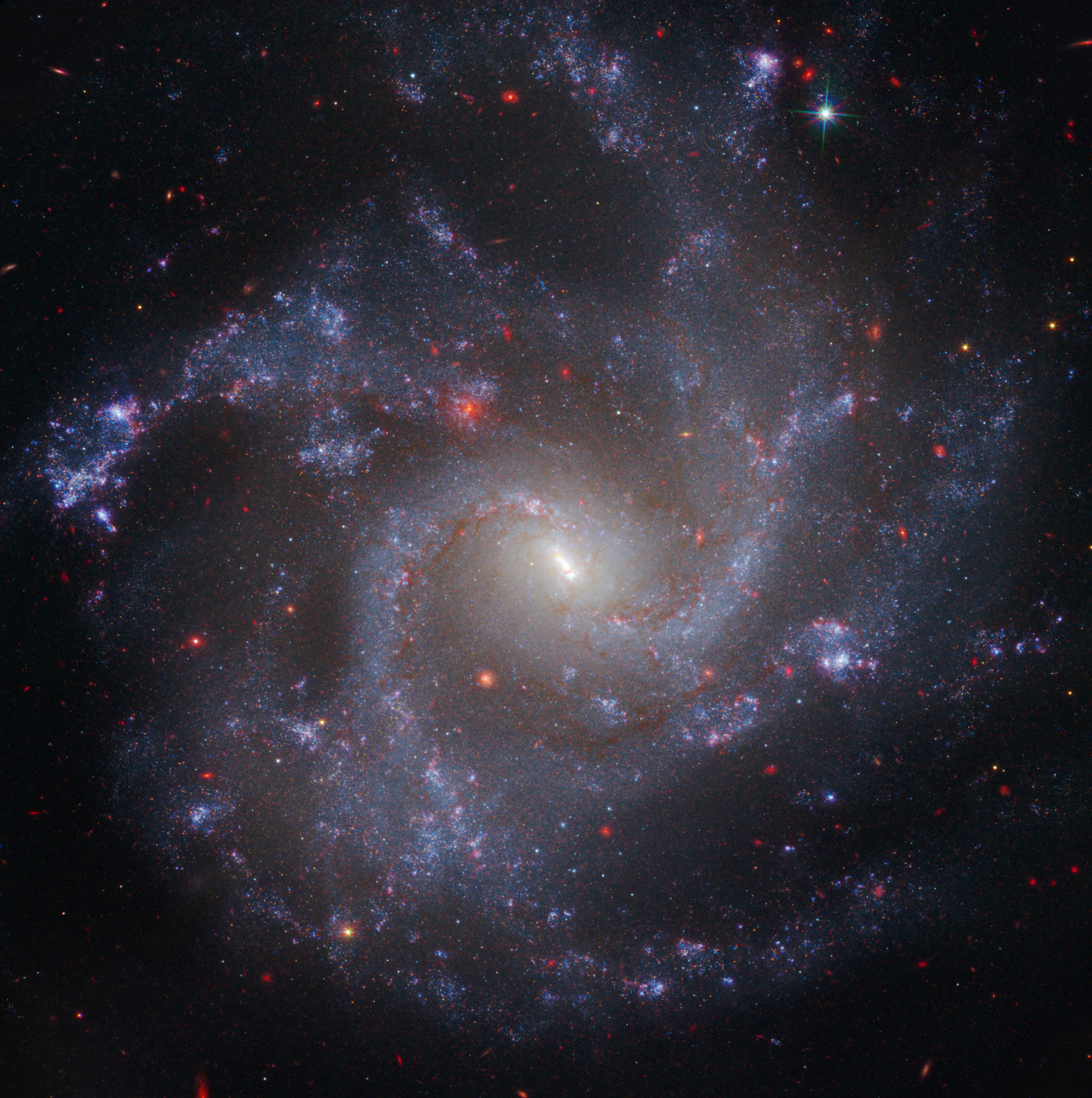
Kombinierte Aufnahme im sichtbaren Licht und Infrarot, erstellt mithilfe des James Webb-Weltraumteleskops und des Hubble-Weltraumteleskops